# Нортмур (Мисури)
Нортмур (енгл. Northmoor) град је у америчкој савезној држави Мисури.

## Демографија
По попису из 2010. године број становника је 325, што је 74 (-18,5%) становника мање него 2000. године.
| Група             | 2000.       | 2010.       |
| Белци             | 364 (91,2%) | 308 (94,8%) |
| Афроамериканци    | 3 (0,8%)    | 11 (3,4%)   |
| Азијати           | 6 (1,5%)    | 0 (0,0%)    |
| Хиспаноамериканци | 13 (3,3%)   | 4 (1,2%)    |
| Укупно            | 399         | 325         |